# Ženske v Omanu
Ženske v Omanu si zdaj prizadevajo za kariero in poklicno usposabljanje ter se s prejšnje in tradicionalne vloge doma selijo v javno sfero. V Omanu 17. oktober vsako leto praznujejo kot omanski dan žena z različnimi dogodki v korist žensk.

## Politika
Leta 1970 se je politično in družbeno ozračje Omana spremenilo s prihodom novega vladarja, sultana Kabusa bin Saida, sina konservativnega in togega Saida bin Taimurja. Po desetletjih stagnacije do neobstoječe rasti je Kabus strmoglavil svojega očeta z državnim udarom v palači in takoj začel s številnimi socialnimi programi, z odprtjem bolnišnic, klinik, šol itd. Številni Omanci, ki so živeli v tujini, da bi dobili ustrezno izobrazbo, so se vrnili in sodelovali v gradnjo novega naroda. Tujci so s seboj prinesli tudi liberalen in odprt odnos držav gostiteljic, vključno z idejo enakopravnih odnosov med spoloma.
Sultan Kabus je uvedel številne reforme, financirane večinoma s prihodki od nafte, usmerjene v razvoj in socialne storitve. Imenoval je tudi Madžlis al-Šura (Posvetovalni svet), telo predstavnikov, ki jih izvoli ljudstvo in pregleduje zakonodajo. To dejanje je dalo ljudem več nadzora nad njihovo vlado, ki je prej imela popoln nadzor nad kraljevo družino in njegovim imenovanim kabinetom. Na volitvah septembra 2000 je bilo za sedeže v Madžlis al-Šura izvoljenih 83 kandidatov, vključno z dvema ženskama. Leta 1996 je sultan izdal »Temeljni zakon sultanata Oman«, ki je služil kot oblika pisne ustave. Ta dokument daje Omancem osnovne državljanske svoboščine ter zagotavlja enakost in zaščito pred zakonom. Leta 2002 je bila splošna volilna pravica podeljena vsem Omancem, starejšim od 21 let.
Sultanov kraljevi odlok iz leta 2008 dal ženskam enake pravice do lastništva zemlje, kot jih imajo njihovi moški kolegi. Sultan Kabus je podpisal tudi Državni program za dostojno delo, storitev, ki je namenjena povečanju zaposlitvenih možnosti za ženske ter se zavzema za pravičnost, enakost in svobodo. Program naj bi se izvajal od leta 2010 do 2013.

## Izobrazba
Sodobno izobraževanje je bilo Omancem pred letom 1940 tuje. Pred reformami, ki jih je izvedel sultan Kabus, so obstajale samo tri osnovne šole, ki so služile 900 dečkom, ki so se osredotočale predvsem na recitiranje Korana ter učenje osnovnih matematike in pisnih veščin. Leta 1970 je sultan Kabus uvedel univerzalno izobraževalno politiko za moške in ženske, s čimer je povečal prisotnost žensk v šolah z 0 % leta 1970 na 49 % leta 2007. V naslednjih letih se je v več kot 1000 šol vpisalo 600.000 študentov, tako moških kot žensk, s čimer se je Oman približal cilju »izobraževanja za vse«.
Po vzpostavitvi te prve stopnje univerzalnega izobraževanja je ministrstvo za šolstvo izvajalo ukrepe za izboljšanje kakovosti izobraževanja. V 1980-ih je omanska vlada sponzorirala gradnjo šolskih stavb, zagotavljanje ustrezne opreme in učbenikov ter zagotavljanje usposabljanja učiteljev. Reforme se nadaljujejo še danes in zabeležile so izjemno rast obiskovanja šol. Enakost spolov je bila naslednji poudarek izobraževalne reforme, zlasti po omanski »Viziji 2020« iz leta 1995, ki se je osredotočala na gospodarsko prihodnost države. Posledično je bilo v letih 2003 do 2004 48,4 % študentk in od 32.345 učiteljev obeh spolov 56 % žensk.
V preteklosti je Visoka šola za inženiring na Univerzi sultana Kabusa prepovedala vstop študentkam, češ da »zunanja nastavitev« inženirskega terenskega dela ni primerna glede na spol. Čeprav so študentje protestirali, so morale številne ženske prestopiti na druge ustanove; to se je spremenilo in v njem so dovoljene celo ženske.

## Delo in zaposlovanje
Vse od 1970-ih so ženske, običajno izobražene v tujini, spodbujali, naj se vrnejo v Oman in pomagajo pri »ponovni izgradnji naroda«. Z voditeljem, ki je sprejel ideale modernizacije in napredka, so lahko ženske opravljale službe v skoraj vseh poklicih: v bančništvu, medicini, tehniki, poučevanju itd. Po popisu, ki ga je sponzoriral UNICEF, je bilo 40 % delovno aktivnih žensk poklicnih kategorije delovnih mest. Leta 2000 so 17 % omanske delovne sile sestavljale ženske.
V 1980-ih pa je vlada začela umikati njihove prejšnje svoboščine in počasi omejevati poklice, ki so za ženske veljali za »spolno sprejemljive«. Število poklicnih žensk se je zmanjšalo in ženske so bile prisiljene v bolj tradicionalne vloge »vzgojiteljic in negovalk". Omanskemu ženskemu združenju, prvi ženski skupini v Omanu, ki jo priznava vlada, je bila odvzeta večina neodvisnosti in je bila predana ministrstvu za socialne zadeve in delo, ki ga vodijo moški. Leta 1984 ga je nadomestil Generalni direktorat za ženske in otroke s podenoto za združenja žensk. Glavni cilj te enote je bil ustanoviti razrede za ženske, da bi se naučile osnovnih gospodinjskih spretnosti in dnevne centre za hendikepirane in invalide.
Kljub rahlemu nazadovanju Oman še vedno velja za eno vodilnih zalivskih držav na področju enakosti spolov in še naprej dela pozitivne korake. Leta 1997 je bila uvedena politika omanizacije, ki se je zavezala k obljubi postopne zamenjave odvisnosti od tuje delovne sile z delavci iz Omana, s čimer je ženskam dala več možnosti za sodelovanje v delovni sili in naredila delovna mesta bolj dostopna vsem Omancem. Ženske zdaj predstavljajo 30 % delovne sile in so celo na ministrskih položajih. Vse ministrice za visoko šolstvo, turizem in socialni razvoj v kabinetu so ženske, prav tako veleposlanica ZDA in vodja nacionalnega organa za industrijsko obrt.
Najpogostejša vloga Omanke je še vedno vloga gospodinje. Gospodinja je ključnega pomena za vzdrževanje družine in bo prevzela nadzor nad celotno kmetijsko proizvodnjo, medtem ko je njen mož več mesecev odsoten. Te ženske trdo delajo, da preživijo družino in se nagibajo k številnim zadevam, ki jih tradicionalno vidi moški. Ženskam ni dovoljeno zakrivati obraza (nikab) v strokovnih ustanovah, številne Omanke in izseljenke ne morejo pokazati svoje udeležbe v javnosti, ženskam tudi ni dovoljeno zakrivati obraza med vožnjo.

## Religija
Omanska družba in zakonodaja kot celota temeljita na islamskem šeriatskem pravu, ki moškim in ženskam zagotavlja različne pravice in odgovornosti. Progresivna razlaga šeriatskega prava v državi pomeni, da je ženskam dovoljeno sodelovati v politiki, družbi in delovni sili v največji možni meri, hkrati pa jim ne dovoljuje, da bi zanemarile svoje odgovornosti, ki jih imajo do svojih družin.
Država si je usklajeno prizadevala za izboljšanje pravic žensk v skladu s šeriatskim zakonom, hkrati pa je imela v mislih tudi njihove odgovornosti.

## Obleka
Pravila skromnosti v islamski kulturi zahtevajo, da je ženska ves čas skromno pokrita, zlasti ko potuje dlje od doma. Doma Omanka nosi dolgo obleko do kolen skupaj s hlačami do gležnjev in leeso ali šal, ki ji pokriva lase in vrat. Množice živahnih barv džalabij ali taub (ثَوْب) se nosijo tudi doma. Ko so zunaj doma, se oblačila spreminjajo glede na regionalne okuse. Za nekatere bolj konservativne vere se pričakuje, da bodo nosile burko, da zakrijejo obraz v prisotnosti drugih moških, skupaj z vikajo ali naglavno ruto in abajo, pokrivajočim plaščem, ki razkriva le njene roke in noge. Številne ženske iz različnih regij sultanata nosijo šal, ki pokriva le lase.
Bombažna burka je simbol pričakovanj idealne ženske in deluje kot znak spoštovanja, ki predstavlja njeno skromnost in čast ter njen status. Burka, ki jo je prvič nosilo mlado dekle po svojih sedemdnevnih medenih tednih, nosi vedno, ko je v prisotnosti tujcev ali zunaj doma in pokriva večino njenega obraza pred očmi. Najvišji in najnižji sloji Omancev ne nosijo burke – najvišji so otroci in sorodniki sultana, najnižji pa najrevnejše ženske v mestu. Zaradi tega je burka tudi simbol položaja. Nekatere burke se razlikujejo tudi po oblikah po regijah, razlikujejo se po velikosti, obliki in barvi. Vendar pa Koran ne omenja nobenega posebnega sklicevanja na sodobno burko.
Abaja je konservativna obleka, ki jo imajo najraje ženske iz večine družbenih slojev in regij. Množica modelov in dekadentnih okraskov na sodobni abaji je omogočila, da je postala vsestransko oblačilo, ki je lahko preprosto ali modno v Omanu in v drugih sosednjih islamskih državah.

### Abaja
Abaja (pogovorno in pogosteje arabsko: عباية 'ʿabāja, zlasti v knjižni arabščini عباءة abā'ah; množina عبايات abājāt, عباءات abā'āt), včasih imenovana tudi aba, je preprosto, ohlapno oblačilo, ogrinjalu podobna obleka, ki jo nosijo nekatere ženske v delih muslimanskega sveta, vključno s Severno Afriko, Arabskim polotokom in večino Bližnjega vzhoda.  Tradicionalna abaja je črna in je lahko bodisi velik kvadrat blaga, prevlečen čez ramena, bodisi dolg kaftan. Abaja pokriva celotno telo, razen glave, stopal in rok. Lahko se nosi z nikābom, tančico na obrazu, ki pokriva vse razen oči. Nekatere ženske nosijo tudi dolge črne rokavice, tako da imajo pokrite tudi roke. Običajno je, da se abaja nosi ob posebnih priložnostih, kot so obiski mošeje in praznovanja islamskih praznikov za Eid al-Fitr in Eid al-Adha.

## Družina
Na žensko so vedno gledali predvsem kot na ženo in mamo. Dober zakon in rojstvo otrok določata njihov družbeni status in takoj ko se ženska poroči, večino odločitev sprejme njen mož.
Poroka je odločilni trenutek v življenju Omanke in zaznamuje njeno preobrazbo iz dekleta v žensko. Čeprav je sultan Kabus leta 1971 tako moškim kot ženskam podelil zakonsko pravico do izbire svojega zakonca, tradicija pravi, da je dekličin oče odgovoren za pravilno izbiro in zagotavljanje hčerkine sreče. Večina deklet se poroči v času pubertete, saj naj bi pravočasen pojav spolne želje sovpadal s poroko. Na ta način se pričakuje, da bo vsako neporočeno omansko dekle devica.
V kombinaciji z izboljšavami na drugih področjih ženskega življenja je v zadnjem času v ospredju pomen spolnega zdravja in zdravstvene vzgoje žensk. Še leta 2004 je bilo 15 % mladostnic, starih od 15 do 20 let, poročenih, kar je precej višja statistika kot v drugih državah, kar je povzročilo zelo mlado in neizobraženo populacijo mladih mater. Leta 1994 je vlada uvedla program razmika med rojstvi in spodbujala uporabo kontracepcijskih sredstev med poročenimi pari, tako da jih je brezplačno zagotavljala v večini zdravstvenih domov. Program je bil učinkovit in skupna stopnja rodnosti je padla z osupljivih 7,05 leta 1995 na 4,8 leta 2000.